# Cephalothrix viridis
Cephalothrix viridis är en djurart som tillhör fylumet slemmaskar, och som beskrevs av Félicien Chapuis 1886. Cephalothrix viridis ingår i släktet Cephalothrix och familjen Cephalothricidae. Inga underarter finns listade i Catalogue of Life.